# Łownica (szczyt)
Łownica (bułg. Ловница) – szczyt pasma górskiego Riła, w Bułgarii, o wysokości 2695 m n.p.m.